# Szirmai László
Szirmai László (Nagyvárad, 1905. március 8. – Temesvár, 1929. november 13.) magyar újságíró, író, költő.

## Életútja
Középiskolai tanulmányai elvégzése után Párizsba ment, ahol az Haute Academie Sociale-on szerzett újságírói diplomát. A Le Jurnal c. lap munkatársa volt, s más párizsi lapokban is jelentek meg írásai. Később Budapesten közölt napi- és hetilapokban. 1926-ban a Nagyváradi Naplóhoz szegődött, majd 1928 márciusától haláláig a Temesvári Hírlap belső munkatársa volt. Szegény szerelem c. regénye 1929-ben jelent meg a Temesvári Hírlap kiadásában. Regényében, novelláiban, verseiben, publicisztikai írásaiban a társadalom elesettjeinek életét mutatta be megdöbbentően reális színekkel. A vallani és vállalni-vitában élesen transzilvanizmus-ellenes álláspontot foglalt el.
Arcképét Kristóf-Krausz Albert képzőművész festette meg.

## Halála
Szirmai László 1929. november 13-án, délután felkereste egy orvos barátját, hogy valamilyen jelentéktelen betegsége matt kezeltesse magát. A fiatal újságíró az orvosi vizsgálat után a várószoba mellett lévő mellékhelyiségbe ment. Az orvosnak, amikor távozni akart, feltűnt, hogy a várószobában egy felöltő van még a fogason. Be akart nyitni a toalettbe, de az ajtó belülről be volt zárva. Lakatost hivatott és felnyittatta a helyiség ajtaját. A bent fekvő Szirmai Lászlót az orvosi rendelőbe vitték, ahol megállapították, hogy már nem él.
A nyomozás szerint a fiatal újságírót ciángáz mérgezés ölte meg. Az épület második emeletének egyik lakását ciángázzal tisztították és ugyanazon a helyen kőművesek is dolgoztak. A ciángáz a csöveken keresztül felhúzódott a lakás fölötti mellékhelyiségbe és ez okozta a tragédiát.